# Пабло (Монтана)
Пабло (енгл. Pablo) насељено је место без административног статуса у америчкој савезној држави Монтана.

## Демографија
По попису из 2010. године број становника је 2.254, што је 440 (24,3%) становника више него 2000. године.
| Група             | 2000.       | 2010.       |
| Белци             | 775 (42,7%) | 751 (33,3%) |
| Афроамериканци    | 3 (0,2%)    | 11 (0,5%)   |
| Азијати           | 2 (0,1%)    | 4 (0,2%)    |
| Хиспаноамериканци | 60 (3,3%)   | 98 (4,3%)   |
| Укупно            | 1.814       | 2.254       |